# Стрєльнинський десант
Стрєльнинські десанти — низка невеликих тактичних десантів, здійснених послідовно західніше Стрєльни Балтійським флотом в часі Стрєльнинсько-Петергофської операції Ленінградського фронту 5 — 8 жовтня 1941 року.

## Передумови
У вересні 1941 року нацистські сили зімкнули кільце блокади навколо Ленінграду — захоплено Стрєльну, Петергоф, вийшовши до Фінської затоки, блокували залишки 8-ї армії на Оранієнбаумському плацдармі, Балтійський флот був блокований в Кронштадті.

## 5 жовтня, перший десант
Рівночасно з проведенням Петергофського десанту, по 5-й ранку місцевого часу 5 жовтня 1941 року західніше Стрєльни біля села Вікколово висаджується десант біля Ленінграду зведеного загону прикордонників — 500 прикордонників, командир — капітан М. М. Буйневич — що були підрозділом 20-ї стрілецької дивізії НКВС. Десантний загін мав завданням відволікти на себе частину ворожих сил та розвинути наступ в напрямі підрозділів 42-ї армії задля з'єднання з ними, котрі того ж дня почали наступати. Десант носив тактичні ознаки — бійці були озброєні лише легкою стрілецькою зброєю — з'явно не відповідав завданням, котрі були перед ним поставлені — на прорив німецької оборонної системи та зв'язування активних дій великого угрупування противника. Підготовка операції та здійснення десантів здійснювалися силами Ленінградської військово-морської бази, командував контр-адмірал Юрій Пантелеєв.
Вирушав десант з ленінградського Торговельного порту; до загону висадки входили 25 буксированих шлюпок, 14 моторних катерів, 2 катери зразка «малий мисливець», до загону вогневої підтримки входило 4 «малі мисливці». Так як на підготовку було лише 2 доби — надзвичайно малий відтинок часу — частина десанту у зв'язку з низькою видимістю не була висаджена — до 130 бійців — котрі повернулися на базу.
Ті десантні сили, що здійснили висадку, змогли вибити німецькі підрозділи з прибережних позицій та просунулися в південному напрямі до 1 кілометра; до місця бою терміново перекидаються нацистські підкріплення, до котрих входили й артилерія та танки, і швидкому часі після десантування зв'язок з ним було втрачено.
Для підтримки дій десанту було виділено й 2 есмінці та 16-та залізнична флотська батарея, однак після втрати зв'язку із загоном вони вели вогонь некоординовано — по глибині ворожої оборони. Авіація Балтійського флоту для підтримки десантних дій здійснила 116 літаковильотів, однак через відсутність даних льотчики здійснювали удари на власний вибір та діяли розрізнено, що великої помочі десанту надати не могло. Після кількох годин бою з переважаючими силами противника більшість десантників було вбито, одна група зуміла повернутися увечері, її підібрав катер.

## 6 жовтня, другий десант
Не володіючи даними про обставини, керівництво Ленінградського фронту (генерал Георгій Жуков) вимагає термінової висадки нового десанту. По 3-й ранку 6 жовтня від Ленінградського порту у напрямі стрєльнінського кладовища висаджується рота прикордонників — 147 чоловік під керунком старшого лейтенанта П. Г. Биченкова, також зі складу 20-ї дивізії НКВС. Висадження здійснювали на 9 гребних шлюпках, 6 катерах зразка «ЗІС» та 3 катерах, в загоні підтримки було 2 катери — «морські мисливці».
Нацистські сили виявили роту ще на підході, висадження здійснювалося під сильним кулеметним обстрілом та зі значними людськими втратами, затонули 1 катер та 1 шлюпка; командир роти також був при посадці поранений, проте відмовився повернутися та здійснив висадку з ротою. Рота не змогла відійти далеко від берега та зайняла кругову оборону; протягом дня прикордонники відбивали німецькі атаки, в темний час доби пішли на прорив, який здійснили з великими втратами, пройшли через лінію фронту по берегових комишах. Командир Биченков, поранений в бою, був нагороджений орденом Червоного Прапора.

## 8 жовтня, третій десант та спроба танкового прориву
Незважаючи на знищення двох попередніх десантів та невдачі у наступі 42-ї армії, на вимогу командуючого фронтом вночі на 8 жовтня у парку Костянтинівського палацу десантовано ще один батальйон прикордонників 20-ї дивізії НКВС — 431 вояк, командир — старший лейтенант А. А. Челідзе. Для десантування було виділено 22 різноманітних катери та 8 шлюпок, у загін артилерійської підтримки — 5 катерів «морський мисливець». З огляду на шаблон дій радянського керівництва, німецьке командування передбачило можливий новий десант та посилило чисельність і склад сил у можливому місці десантування.
Висадження десанту супроводжувалося інтенсивним артилерійським, кулеметним та мінометним вогнем; на берег змогло висадитися 249 бійців, решта повернулися на базу, кілька чоловік загинули на кораблях, було потоплено 2 катери та 2 шлюпки.
Напружений бій тривав до середини дня, це відбувалося практично без артилерійської підтримки — усі артилерійські засоби за весь день здійснили близько 100 вистрелів, штаб авіації флоту просто відмовився приймати заявку Ленінградської військово-морської бази на авіаційну підтримку десанту. Ті нечисельні, що залишилися живими, увечері були евакуйовані морем.
Задля надання підтримки десанту 8 жовтня при виконанні нездійсненного завдання — оволодіння Стрєльною — на світанку здійснюється спроба прорвати лінію фронту силами зведеного танкового полку — 32 танки КВ-1 124-ї танкової бригади, командував майор Н. Р. Лукашин (Лукашик).
Використовуючи ефект несподіванки, зі втратами, танкісти з 2-ма ротами 124-го мотострілецько-кулеметного батальйону вирушають по шосе Автово — Урицьк для нанесення удару по поселенню Володарський, змогли прорвати лінію фронту та дійшли до Стрєльни. Радянська піхота була відрізана від танків, із Стрєльни звідти від них по радіо отримано повідомлення, що десантників не було виявлено. Командир бригади полковник Олексій Родін наказав продовжити пошуки десанту. Звідтіля полк з дозволу генерала Миколи Болотникова робить спробу прорватися назад через фронтову лінію на північний схід від Івановки, потрапили під щільний артилерійський обстріл, 9 жовтня через Фінську затоку до радянських сил дісталося лише 3 танкісти.

## Висновки
Наступ частин 42-ї армії на сухопутному фронті не дав жодних, навіть невеличких, результатів. 10 жовтня новий командуючий фронтом — Іван Федюнінський — віддає наказ про припинення операції; в подальшому радянська історіографія взагалі замовчувала його існування.
Причинами головними таких втрат та безвихідності атак десантів в основному були обмеженість тактичного бачення тодішнього командуючого та намагання здобути перемогу будь-якою ціною Георгія Жукова, котрий вимагав відправляти десанти один за одним, даючи часу на підготовку від 1 до 3 діб, та особисто забороняв проведення попередньої артилерійської підготовки — для забезпечення прихованості десантування.
2006 року на місці висадки Стрєльнінського десанту було встановлено та освячено пам'ятний хрест.